# ブカ島

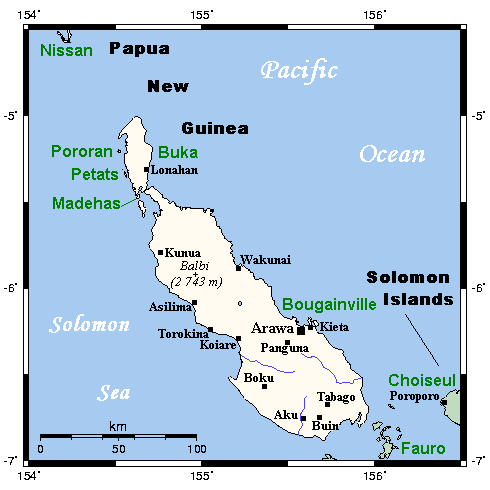
ブーゲンビル島とブカ島

ブカ島（Buka Island）は、パプアニューギニア、ブーゲンビル州で二番目に大きな島で、島の面積は500km2である。
南隣のブーゲンビル島とはごく狭い水道で隔てられている。ブカが一時的にブーゲンビル州の州都になっている。
1768年、世界一周の航海中にこの島の沿岸を航海したフランスの探検家ブーガンヴィルによってブカ島と命名された。
第二次世界大戦においては、日本軍は同島をブーゲンビル島戦線後方の兵站基地としたが、日本軍とオーストラリア軍、アメリカ軍との間の地上戦闘は終戦まで行われることはなかった。